# Саксагань (станция)
Саксагань — грузо-пассажирская узловая железнодорожная станция Криворожской дирекции Приднепровской железной дороги. 

## История
Станция открыта в 1959 году.

## Характеристика
Грузо-пассажирская узловая железнодорожная станция Криворожской дирекции Приднепровской железной дороги на пересечении линий Саксагань — Кривой Рог-Главный и Савро — Саксагань между станциями Роковатая (9 км) и Савро (30 км). 
Расположена в Криворожском районе в 3 км от северо-восточной окраины города Кривой Рог. Территориально подчинена Шевченковскому сельскому совету.
Через станцию организован транзитный пропуск грузовых поездов. Выполняется отстой и формирование грузовых железнодорожных поездов с предприятий Кривого Рога (СевГОКа, ЦГОКа, «Сухая Балка») в направлении станций Пятихатки и Верховцево. Участок станции Приворот используется только для грузового сообщения. 
Станция оснащена современным оборудованием безопасности движения. Рядом находится жильё железнодорожников.
На станции останавливаются пригородные электропоезда сообщением: 
- Кривой Рог-Главный — Пятихатки;
- Роковатая — Пятихатки;
- Тимково — Пятихатки.